# John Wick: Capitolul 4
John Wick: Capitolul 4 (stilizat ca JW4) este un film thriller de acțiune neo-noir american din 2023, regizat de Chad Stahelski și scris de Shay Hatten și Michael Finch. Continuarea lui John Wick: Capitolul 3 – Parabellum (2019) și a patra parte din franciza John Wick îl are în rolul principal pe Keanu Reeves, alături de Donnie Yen, Bill Skarsgård, Laurence Fishburne, Hiroyuki Sanada, Shamier Anderson, Lance Reddick (în unul dintre ultimele sale roluri), Rina Sawayama, Scott Adkins și Ian McShane. În film, John Wick își propune să se răzbune pe „Masa Înaltă” și pe cei care l-au lăsat să moară. 
The fifth film of the franchise has also been announced.